# 8 Armia (Włochy)
8 Armia – związek operacyjny armii faszystowskich Włoch, w latach 1941-1943 razem z wojskami III Rzeszy uczestniczyła w walkach z Armią Czerwoną na terytorium ZSRR.
8 Armia składała się początkowo z 3 dywizji piechoty oraz dywizji kawalerii. Dowódcą Armii został początkowo gen. Giovanni Messe. Pod koniec 1941 roku Mussolini zaproponował przejęcie dowództwa nad armią przez włoskiego następcę tronu, na co Adolf Hitler nie wyraził jednak zgody. Ostatecznie, w grudniu 1941 nowym dowódcą mianowano gen. Gariboldiego, który objął swoje obowiązki dopiero 13 lipca 1942 roku. 
Po przetransportowaniu 8 Armii do Związku Radzieckiego, w jej skład włączono Włoski Korpus Ekspedycyjny. W połowie sierpnia 1942 dowództwo niemieckie przekazało 8 Armii do obsadzenia odcinek frontu nad Donem.

## Dowódcy armii
- gen. Giovanni Messe
- gen. Italo Gariboldi

## Struktura organizacyjna
Skład w 1942 roku:
- II Korpus Armijny
- XXXV Korpus Armijny
- Korpus Strzelców Górskich